# Schweinemarkt (Brackwede)
Der Schweinemarkt in Brackwede, einem Stadtbezirk von Bielefeld in Ostwestfalen, ist ein Volksfest, das mindestens seit dem 15. Jahrhundert stattfindet.

## Geschichte

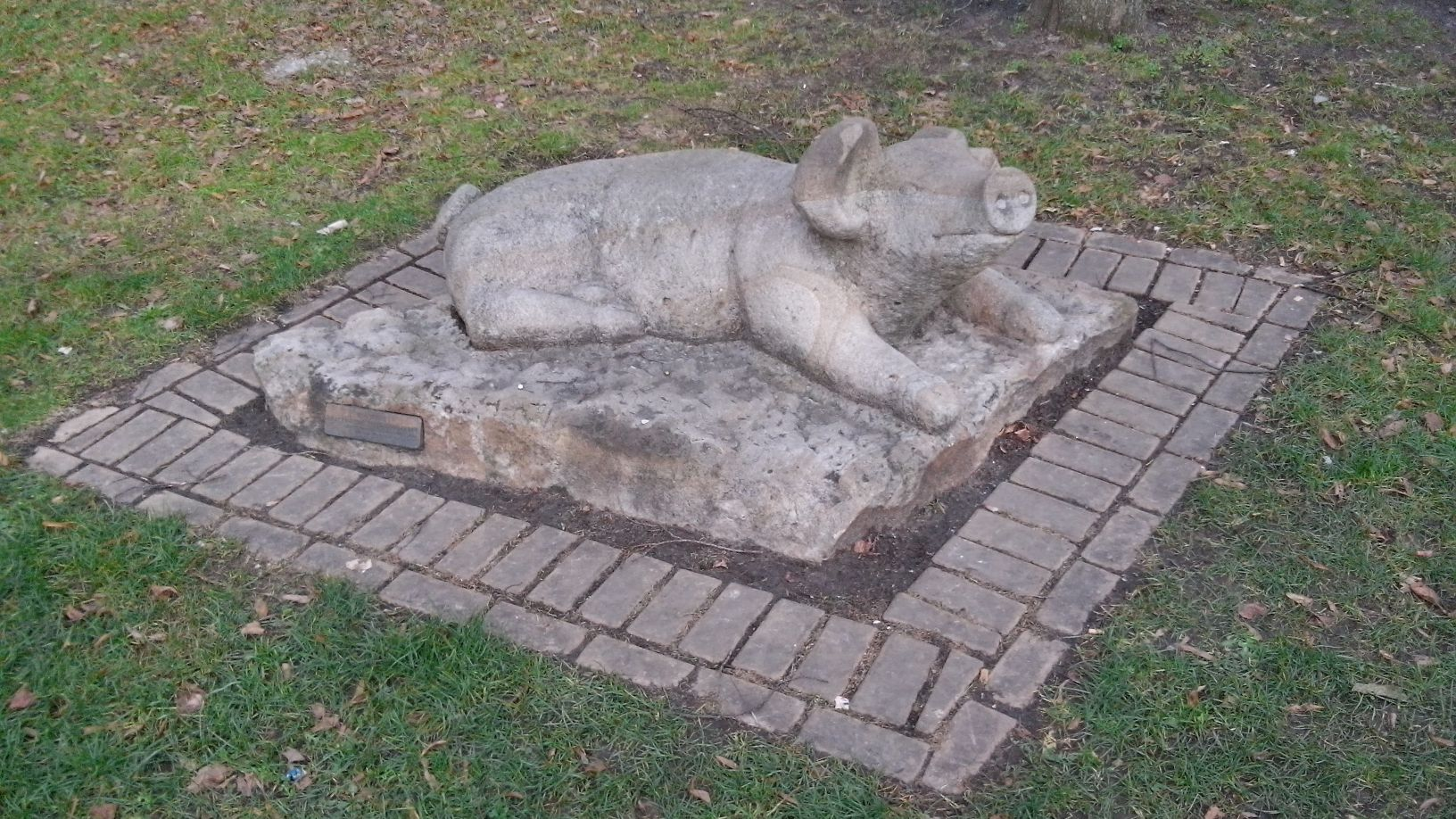
Erinnerung zum 550. Schweinemarkt

Die erste urkundliche Erwähnung des Schweinemarktes lässt sich auf den 24. August 1442 datieren. In einem Brief an Gerhard von Jülich-Berg, dem gleichzeitigen Grafen von Ravensberg, bat der Amtmann Lambert von Bevessen um eine Stellungnahme zu einer körperlichen Auseinandersetzung, die sich auf dem tatsächlich stattfindenden Viehmarkt zugetragen hatte. Der Ursprung des Marktes liegt in der Kirchweih der Bartholomäuskirche. Entsprechend wurde er traditionell am Sonntag nach dem Festtag des heiligen Bartholomäus (24. August) abgehalten, verlagerte sich aber parallel zum eigentlichen Weihefest auf den darauf folgenden Montag. Im Laufe der Zeit ging der Marktcharakter aber gänzlich verloren. Bereits im 19. Jahrhundert handelte es sich nur noch um eine Kirmes. Der Name erinnert noch an die ursprüngliche Bedeutung.
Von der unmittelbaren Nähe zur Kirche wanderte der Schweinemarkt ab 1895 in die benachbarten Straßenzüge und auf den Marktplatz. Im 20. Jahrhundert wurde er an das Gleisdreieck ⊙ im Süden Brackwedes verlegt. Seit 2012 findet er – immer noch Ende August – unter Führung der Bezirksverwaltung wieder im Ortskern und auf dem Marktplatz des Bielefelder Stadtteils statt. Merkmale des Schweinemarkts sind typische Fahrgeschäfte und Verkaufsstände, ein Mittelaltermarkt und künstlerische Darbietungen. Außerdem findet eine (Porzellan-)Schweinchen-Verlosung statt. In Erinnerung an die Ursprünge des Marktes wurden ehedem Ferkel verlost. Bis in die 1970er Jahre gab es zu diesem Termin sogar schulfrei. Zum 550. Schweinemarkt wurde 1992 ein Schweinedenkmal an der Hauptstraße aufgestellt.